# Ernst Strom

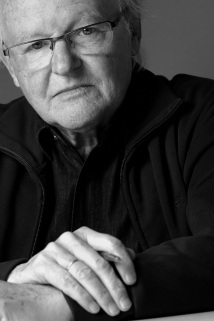
Ernst Strom

Ernst Strom (* 13. Mai 1929 in München; † 19. Juni 2019 in Vaterstetten) war ein deutscher Grafiker und Maler.

## Leben und Wirken
Ernst Strom absolvierte nach dem Besuch des Gymnasiums ein Praktikum beim Bühnenbildner Jo Lindinger in Regensburg und studierte von 1951 bis 1954 an der Graphischen Akademie München Grafikdesign bei Eduard Ege sowie Schrift und Typografie bei Georg Trump. 1948 wurde er als jüngstes Mitglied in den Berufsverband Bildender Künstler Niederbayern/Oberpfalz aufgenommen. In der Zeit von 1948 bis 1949 hatte er freundschaftliche Kontakte zur Donau-Wald-Gruppe. 1978 war er Gründungsmitglied des Vereins bildender Künstler, aus dem zwei Jahre später der Kunstverein Ebersberg wurde. Er initiierte die Kunstausstellungen im Rathaus Vaterstetten. Er verkehrte auch im Münchener Seerosenkreis.
1985 erhielt Strom ein Stipendium der Richard-Seewald-Stiftung Zürich für einen mehrwöchigen Studienaufenthalt in der Casa del Leone in Ronco sopra Ascona im Tessin.

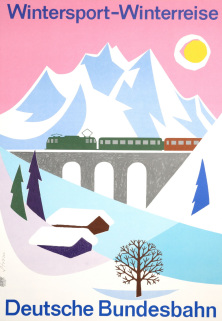
Plakat „Winterreise“ für die DB von Ernst Strom

Strom gestaltete zahlreiche Bucheinbände, Schutzumschläge, Zeitschriften, Broschüren, Prospekte und Signets, vor allem aber Plakate, u. a. für die Stadt München und die Deutsche Bundesbahn. Viele Plakate gingen als erste Preise aus Plakatwettbewerben hervor und befinden sich in den Sammlungen des Deutschen Plakatmuseums Essen, des Plakatmuseums Emmerich, des Münchner Stadtmuseums, des Kunstgewerbemuseums Zürich, des Museum of Modern Art, New York, in der Kunstbibliothek Berlin und der Neuen Sammlung München. Es erfolgten regelmäßige Veröffentlichungen in Designjahrbüchern.
Strom widmete sich auch der freien Malerei und der Druckgrafik sowie der Kunst am Bau. In der Zeit von 1984 bis 2003 entstanden große Wandgemälde, Reliefs, farbige Objekte, Supraporten, farbige Bildfenster in oder an profanen Gebäuden. Für den sakralen Raum kamen Altarbild, Kreuzweg, Wandbild und farbige Wandgestaltung dazu.

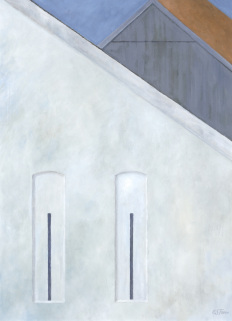
„Stadel“ 2000, Acryl auf Leinwand, 75 × 55 cm von Ernst Strom

Von 1989 an übernahm Strom keine Auftragsarbeiten mehr und konzentrierte sich völlig auf die freie Malerei. In den folgenden Jahren erweiterte er in immer neuen Formulierungen seinen Zyklus „Felder“. Ab 2000 kamen Bilder von Bauerngehöften dazu.
Seit 1972 beteiligte sich Strom mit seinen freien Arbeiten an Gruppenausstellungen. Von 1976 bis 2007 zeigte er seine Werke auch in Einzelausstellungen u. a. in München, Regensburg, Berlin, Düsseldorf, Köln, Emmerich, Straßburg und Bad Reichenhall.

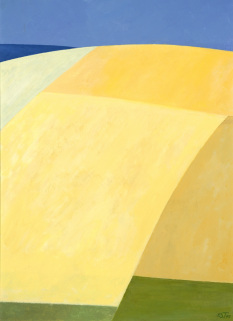
„Getreidefelder“ 2005, Acryl auf Leinwand, 75 × 55 cm von Ernst Strom

Ankäufe erfolgten von privaten und öffentlichen Kunstsammlungen.
Strom war seit 1954 bis zu seinem Tod mit der Erzieherin Dietlinde Strom, geborene Miesgang, verheiratet, mit der er zwei Söhne hatte.

## Veröffentlichungen (Auswahl)
Gebrauchsgraphik (1956, 1957), Graphik (1966), Modern Publicity (1973), Graphis Annual (1969), Graphis Posters (1976, 1982, 1985), International Poster Annual (1965/66, 1969/79), Internationale Plakate 1871–1971 (Ausstellungskatalog Haus der Kunst, München), Die schönsten Plakate der Deutschen Bundesbahn (1971), Porträts Deutscher Graphik-Designer (1972, 1973), Das Münster (1983), München Mosaik (1984), Dokumentation Kunst am Bau (1978), Kürschners Graphiker-Handbuch (1967), DG Galerie-Informationen 8 (1983) und 16 (1986), Künstlerlexikon der Deutschen Gesellschaft für christliche Kunst (1995), „Geheimnis des Glaubens“ (1981), „Bis Du kommst in Herrlichkeit“ (1980), Große Kunstausstellung München (1975) Katalog, Gruppe Kunst der Weltenburger Akademie (1978) Katalog, BBK-Jubiläumsausstellung (1977) Katalog, Kunstausstellung Wasserburg/Inn (1976/1977) Katalog, Ausstellung „Miniaturen“ im Ganserhaus Wasserburg/Inn (1977) Katalog, Ausstellung Kunstverein Ebersberg (1987, 1991, 1997) Katalog, Ernst Strom „Felder“ (1994) Katalog, Jahrbuch 1997 Kunstverein Ebersberg, Ernst Strom „Felder“ Neue Arbeiten, Broschüre (2000).

## Erste Preise bei Plakatwettbewerben (Auswahl)
- Oktoberfest München 1957
- Oktoberfest München 1958
- Fasching in München 1962
- Fasching in München 1967
- Oktoberfest München 1967
- Fasching in München 1969
- Oktoberfest München 1981
- Fasching in München 1984